# Ante Razov
Ante Razov (ur. 2 marca 1974 w Whittier) – amerykański piłkarz pochodzenia chorwackiego grający najczęściej na pozycji napastnika. Reprezentant Stanów Zjednoczonych i król strzelców SuperLigi 2008. Najskuteczniejszy zawodnik w historii Chicago Fire i Chivas USA.

## Początki
Ante jest synem Chorwata Mile'a Razova oraz Angeli Razov. Swoje dzieciństwo spędził w Fontanie i uczęszczał do tamtejszej Fontana High School. Kształcił się również w UCLA, gdzie występował w uniwersyteckiej drużynie UCLA Bruins.

## Kariera klubowa
Za pomocą 1996 MLS College Draft dostał się do drużyny Los Angeles Galaxy, grającej na co dzień w najwyższej lidze amerykańskiej. Na boisku pojawiał się jednak sporadycznie, w sumie 6 razy, zdobył też jedną bramkę. Wypożyczono go więc do Sacramento Scorpions.
W 1998 roku związał się kontraktem z Chicago Fire, w którym występował przez najbliższe 6 lat, nie wliczając w to krótkiego czasu spędzonego na wypożyczeniu do hiszpańskiego drugoligowca – Racingu Ferrol. Został liderem zespołu "Strażaków" i z 76 golami jest najskuteczniejszym piłkarzem w historii klubu. Z drużyną z Chicago wywalczył MLS Cup w roku 1998 i US Open Cup w latach 1998, 2000 i 2003.
Razov rozczarował jednak w sezonie 2004 i po kłótni z trenerem Sarachanem został sprzedany do Columbus Crew. W zamian drużynę Fire zasilił Tony Sanneh. Tutaj Ante nie zabawił jednak długo, gdyż po sprzeczce z menadżerem Gregiem Andrulisem odszedł w zamian za Johna Wolynieca do MetroStars. Tam spotkał byłego coacha z Chicago Fire, Boba Bradleya.
Trener Bradley, przenosząc się do MetroStars, zabrał ze sobą również Razova. Po roku zawodnik przeszedł do Chivas USA, w barwach którego grał przez 4 lata.
23 kwietnia 2007 został trzecim graczem w historii MLS, który przekroczył granicę 100 strzelonych bramek w lidze. Przed nim ten sukces osiągnęli tylko Jaime Moreno oraz Jason Kreis. Tym samym wywalczył również tytuł trzeciego co do kolejności najlepszego strzelca w historii tej ligi.

## Kariera reprezentacyjna
Razov jest ostatnim amerykańskim piłkarzem, który został powołany do reprezentacji w latach gry w uniwersyteckim zespole. Rozegrał swój pierwszy mecz w reprezentacji USA 25 marca 1995 w spotkaniu z Urugwajem. Nigdy nie znalazł się w składzie kadry narodowej na Mistrzostwa Świata, jednak w ich kwalifikacjach zdobywał ważne gola, takie jak w 2000 roku z Gwatemalą lub w 2001 roku z Trynidadem i Tobago. Znalazł się w składzie "The Yanks" na zwycięski Złoty Puchar CONCACAF 2002. Ogółem w reprezentacji zdobył 6 bramek w 26 spotkaniach.

## Osiągnięcia
- Chicago Fire
  - Zdobywca MLS Cup: 1998
  - Zdobywca US Open Cup: 1998, 2000, 2003
- Reprezentacja USA
  - Zdobywca Złotego Pucharu CONCACAF: 2002
- Indywidualne
  - MLS Best XI: 2003
  - Król strzelców SuperLigi: 2008

## Życie prywatne
Razov włada trzema językami: chorwackim, hiszpańskim i angielskim. Jest kibicem Lakers i Barcelony.